# سعد ناعم
السّعد الناعم نوع نباتي يتبع جنس السعد من الفصيلة السعدية.

## الموئل والانتشار
موطنه بلاد الشام ومصر والمغرب العربي وقبرص وكريت وصقلية.
ينتشر أيضًا في جنوب غرب أمريكا الشمالية وهاواي ووسط المكسيك وأمريكا الجنوبية.

## مرادفات للاسم العلمي
- (باللاتينية: Juncellus laevigatus (L.) C. B. Clarke)
- (باللاتينية: Cyperus laevigatus subsp. albidus Maire & Weiller, nom. illeg.)
- (باللاتينية: Cyperus junciformis Desf.)